# あめぞう

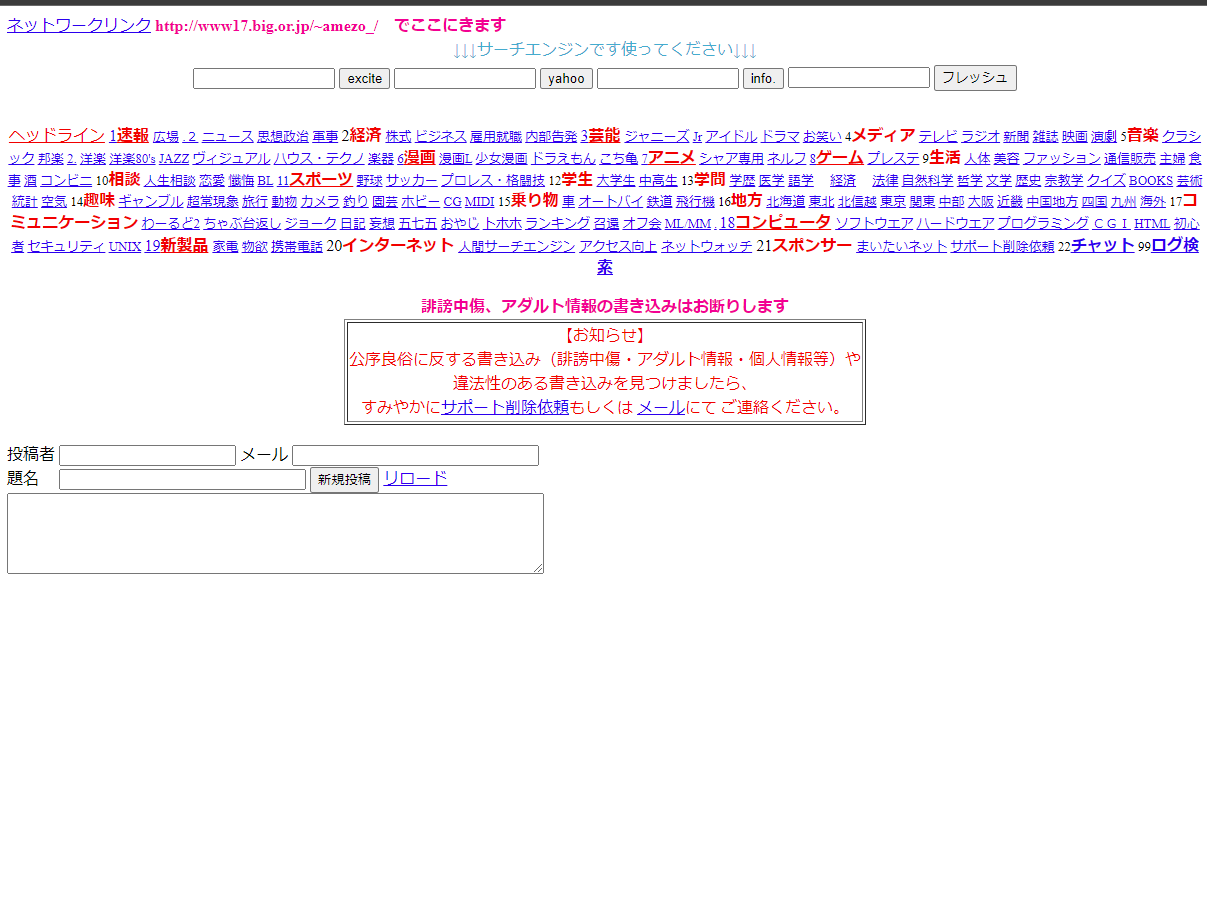
あめぞう掲示板のメインページ

あめぞうは、あめぞう（個人名、ハンドル）が開設した、リンク集と電子掲示板群を核とするウェブサイト「あめぞうリンク」の略称である。特に、そこに設置された日本初とされるマルチスレッドフロート型掲示板「あめぞう掲示板」を指すことが多い。
1997年8月5日に「あめぞうリンク」というリンク集として開設され、後に掲示板が設置された。2ちゃんねるは、ここの利用者であったひろゆきにより、あめぞう掲示板の副次的存在として始められた。
以下、サイト全体については「あめぞうリンク」、開設者の「あめぞう（個人名）」については、「あめぞう」と表記、あめぞうリンクに設置された掲示板は「あめぞう掲示板」、あめぞうが発展させた掲示板形態は「あめぞう型掲示板」として峻別する。

## 概要
1990年代の大型有力掲示板サイトは、多くのアクセスが集中し、多大な記事が投稿されるため、たいへん利用しづらいものであった。例えば、記事ツリーが縦方向に長くなってしまい、古い記事ほど下へ下へと押し出され、目当ての記事を探し出すのも一苦労だった。また個人運営のサイトは、有名になって利用者が殺到すると、たちまち反応が重くなってしまい、使い物にならなくなった。
そういった常識を覆したのが、スレッドフロート型掲示板を採用し、進化させたあめぞう型掲示板であった。これが当時としてはたいへん画期的な操作性、利便性を持っており、使いやすさから利用者間の交流をそれまでより容易にした。そして、サーバレンタル会社との提携による（無料サイトに依らない）ディスクスペース確保など、非商用の個人運営サイトでありながら、日本における大規模な掲示板サイトの先駆けともなり、1999年には日本一の利用者数を誇るまでに成長した。開設当時の情勢としては、パソコンはまだ高額であり、インターネットもまだ一般には広く利用されておらず、インターネット利用者はISDNなど細い回線で使用時間に応じた課金をされても接続する好事家層が多くを占め、議論の水準は比較的高かったと考えられる。また、雑談のほか、株式・経済・社会情勢・コンピュータ関連など、様々な話題も活発に語られていた。
だが、1999年春頃から増大した利用者に対応するサーバ確保が困難になり度々移転を余儀なくされたり、荒らしが増え始め、加えて一部掲示板の書き込みによってあめぞうが脅迫を受けたとされることなど、運営に様々な問題が起こってきていた。この頃、あめぞうは掲示板上で「責任を持ってうちの、HP引き継いでくださるという、団体の方いらっしゃいませんカー」とサイトの引き継ぎ先の団体を求めたこともあった。これに対し、あめぞう掲示板利用者であり、2ちゃんねるを設立したばかりの西村博之（ひろゆき）が「おいらじゃだめでしょうか?」とそれに応じる発言をしていたが、あめぞうは「個人では自分と同じ結果（脅迫などの圧力を受け、運営ができなくなる状態）になってしまう」とそれを断った経緯がある。
追い打ちをかけるように、夏頃からはあめぞうウイルスといわれるスタイルシートを利用したスクリプトによる荒らしが来襲、これにより秋にはあめぞう掲示板は壊滅し、あめぞうリンク自体も2000年3月3日に閉鎖された。本家の衰退後、あめぞう掲示板利用者により、避難所設立などが行われ活動は続いたが、安定した環境の確保に成功した2ちゃんねるに利用者が移っていったこともあり（当時は両サイトを兼用する利用者もいた）、徐々にあめぞう系の掲示板利用者数は減少していった。

## 歴史

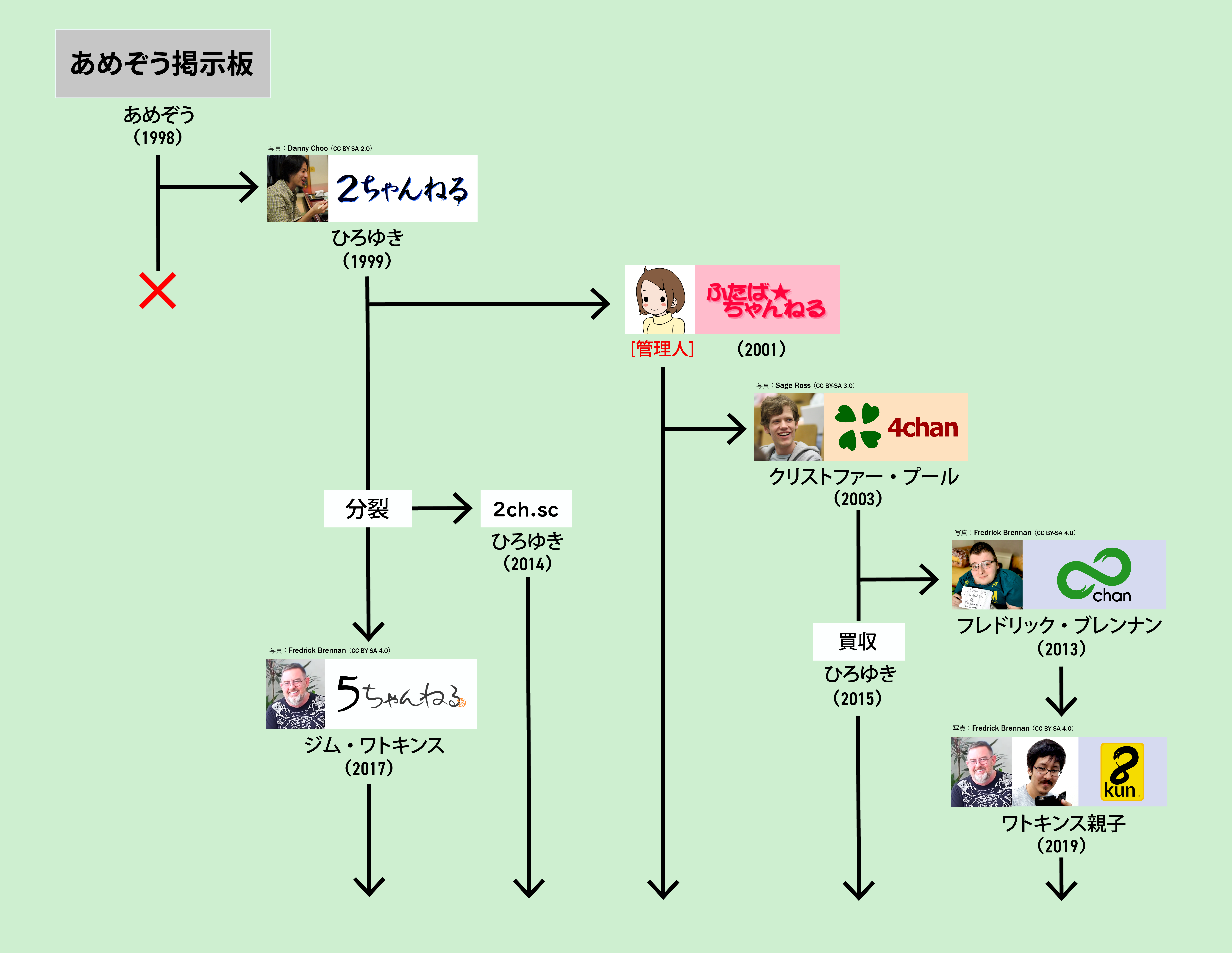
あめぞうが発明したとされるスレッドフロート型掲示板（匿名掲示板）の系譜。あめぞうは2ちゃんねるの親サイトであり、4chanや8chanを含む、他すべてのchanサイトの源流、もしくは雛型となった。

1997年8月5日、ウェアーズなどへのリンク集として始められた。
あめぞうが同僚の「あんなの紙芝居みたいのもの、すぐ飽きる。長くやっている奴はバカだ」と言う発言に憤慨し、「あっと思うような情報がネットには流れているんだぞと示してやろう」と、掲示板ページへのリンク集を作ることにし、副題も「インターネットの情報は、つまらないと言う人への無言の抗議」と変えた。当初は外部の掲示板へのリンクだけであったが、その内、あめぞうリンク内に掲示板を設置し、あめぞう自身がリンク先の掲示板に手広く宣伝を行ったこともあって、人気を増していく。
1998年3月19日のサーバー移転を契機に積み上げ型のMiniBBSを用いて、「掲示板ニュース速報」と「株式速報」を設置。
1998年9月3日、あやしいわーるどが閉鎖され、難民となった利用者があめぞうに流れ込んだ。直後の9月6日に、Try The Homepageで配布されていたresbbsにスクリプトを変更。
10月中に、「ニュース」「芸能」「スポーツ」「大黒」「漫画」などが新設され、サーバーを移転したのを契機に副題を「大本営発表以外の情報」に変更。29日にはInternet Watchの「ウォッチャーが選ぶ今日のサイト」に選出されるなど、WWW上では一定の知名度を得ている。
11月から12月にかけて、「ゲーム」「食べ物」「しりとり」「妄想」「映画」など様々な掲示板が新設される。
1999年1月中旬から下旬にかけて、resbbsを改良しあめぞう型掲示板が完成。1-2月頃に後に問題となる「内部告発」が設けられる。さらに5月末までに、合計40以上の掲示板を設置。この頃をあめぞうリンクの最盛期とする声が多い。この頃には、「BlackBox」「廃墟」といった大規模な私書箱型掲示板が閉鎖することで、そこからも人が流れ込み、同4月には、1日のアクセス数が『Yahoo!掲示板』を超え、日本一の掲示板となって、流行物の雑誌にも取り上げられ、一般社会にもその存在を知られるようになった。
1999年5月30日、ひろゆきが、「あめぞうのセカンドチャンネル」「サブ的な位置づけ」として2ちゃんねるを開設し、あめぞう掲示板に報告。
1999年6月、利用者の増加によるサーバーダウンが常態化。ネット業者のまいたいねっとがサーバーを提供するが、改善には至らなかった。同月19日、何らかの圧力を受け「内部告発」板が閉鎖される。
2ちゃんねるは6月14日にohayou.comに移転していたが、1999年7月28日、これがひろゆきが社長である合資会社東京アクセスの所有であることが判明し、善意の一個人などでなく、企業による運営であったことから批難を受ける。
1999年8月初旬、速報につぐメイン、「@広場」創設。
1999年9月3日、匿名掲示板界隈で流行語となる「空気が疲れてきているな」スレッド誕生。
早い報告では6月、確実なところでは8月20日から、あめぞうウイルスが来襲して蔓延し、管理に疲れたあめぞうが失踪。管理者を失ったあめぞう掲示板のパーミッションをまいたいねっと側が落とし始める。こういったことが続いて、8月12日に、ohayou.comから2ch.netへ移転していた2ちゃんねるへ利用者の流出が続いた。10月14日、メイン掲示板の「＠広場」が停止。21日はまいたいねっと上の残りの掲示板も壊滅し、旧サーバーの一部掲示板だけが残る。
1999年11月には、実質機能停止におちいったあめぞう掲示板の後継を模索する試みが利用者により始められ、臨時掲示板が各所に設けられた。
1999年12月1日、infohandsにより「あめぞう避難所として作られた掲示板へのリンク集を作り、難民を誘導する」として「あめぞう2000計画」が発動され、リンク集的なサイトとして「あめぞう2000」が設立される。
1999年12月31日、元あめぞうサポートを務めていたという通称"サポート"により、"あめぞう"というあめぞうリンク同様のものが設けられ、翌年1月22日、名前が紛らわしいとの批判を受け、「あめぞう（仮）」と改名。これによって、本家あめぞうリンクの復活を目的としていたあめぞう2000は目標を失い、サイトに接続するとあめぞう（仮）を表示するようにし、またあめぞう界隈を盛り上げるために「あめぞうスポーツ」発刊などを始めた。
2000年1月7日、靴屋のスミスにより「靴スミ掲示板」が設けられ、この掲示板のindexファイル作成を高速化するファイルの二重化機能が2ch経由であめぞう型掲示板にも取り入れられる。
2000年3月3日、機能停止していたまま残存していたあめぞうリンクが消滅。しかし、ドメイン自体はまだあめぞうが保有しており、この後amezo.comにアクセスするとあめぞう（仮）が表示されるようになって、「あめぞう（仮）」は正式に避難所として認められた。
2000年6月14日、「あめぞう（仮）」が、何の説明もなく突如閉鎖してしまう。この閉鎖前にinfohandsがあめぞう掲示板に集まる住人の可能性を感じて、自由に使える場「あめざーねっと」を提供するためにサーバーを確保していたが、閉鎖によって「あめぞう（仮）」の代替掲示板としても稼動する事になった。掲示板群の総称は当初「あめぞう（仮）の仮」だからと「あめぞうカリカリ」、後に名称公募して「あめぞう将軍カリレン」となる。 「＠広場」の管理人には、水谷わひょみが就任。
2000年6月18日、三河人が「三河版」を開設。
2000年6月30日、infohandsがあめぞうREMIX!（マゼリータ）を開始。
2000年8月、本来、「あめぞう（仮）」のような、あめぞう掲示板本体を運営する気がなかったinfohandsが「あめざーねっと」を閉鎖することを決定。この閉鎖決定を受けて、水谷わひょみが「あめざーねっとII」を設立、また、11日にサポートが「あめぞう（仮）」を復活させるが、閉鎖の経緯により不信感を持たれており、二割程度しか利用者は戻らなかった（一年ほどで過疎化）。
2000年10月5日、infohandsの「あめぞう2000」は、各ニュースサイトの更新タグを自動収集するCGIを開発し、ヘッドラインサイトに変貌。
2004年6月27日、「あめざーねっとII」が終了。ヒロバカー・尻えくぼ健太郎が管理人となって引き継ぎ「あめざーねっとIII」に改称。
2007年1月18日、元々スクリプト公開サイトであった「あめざーねっとIV」がheteml鯖移転を機にドメインも取得し、本格的に掲示板運営を開始。同年、「あめざーねっとIII」での荒らしの発生や運営に対しての不満等組み合わさり、大多数の住人が「あめざーねっとIV」へ移住した。
2016年、「あめぞう（仮）」が閉鎖。
2017年、「あめぞう（仮）」の後継サイトとして「新新あめぞう」が開設される。

## あめぞう型掲示板
あめぞう型掲示板はデータファイルが分割されておらず、ひとつの巨大な塊であったため、1箇所問題が起きると全体が動作不良を起こしたり、直接関係ない部分のログが破損してしまう問題があった。また、2ちゃんねるは最上部の一覧表示をHTMLで出力することで負荷を軽減したが、あめぞう掲示板はCGIであったので、アクセスする度に負荷がかかった。
管理はあめぞう一人で行われていた訳ではなく、「あめぞうサポート」と呼ばれる管理権限者を設け、彼らに削除や板の新設という高い次元の管理まで行わせた。